# Армия на парагвайския народ
Армия на парагвайския народ (АПН) (исп: Ejército del Pueblo Paraguayo, EPP) е парагвайска марксистка партизанска групировка, създадена през 2008 г. Групата провежда операции в Северен Парагвай, най-вече в област Консепсион, включително нападения над военни, взривове, убийства и покушения. Счита се, че има към 150 – 200 членове. АПН е създадена като разклонение на друга ляворадикална парагвайска група – „Партия свободна родина“(Partido Patria Libre – PPL). След като партията е забранена от парагвайската полиция през 2005, нейни членове решават да създадат нова група с която да започнат въоръжена борба. АПН получвава поддкрепа, логистика и обучение от най-голямата колумбийска партизанска групировка ФАРК. Две по-малки партизански фракции - Въоржена селска асоциация (исп: Agrupación Campesina Armada, ACA) и Армия на Маршал Лопес (исп: Ejercito del Mariscal Lopez, EML) се отделят от АПН и водят въоръжени кампании срещу правителството.